# Brockton (Massachusetts)
Brockton ist eine Stadt im US-Bundesstaat Massachusetts mit 105.643 Einwohnern (Stand: Volkszählung 2020).
Sie liegt im Plymouth County und ist neben der Stadt Plymouth dessen County Seat (Verwaltungssitz).
Unter anderem aufgrund ihrer Eigenschaft als Geburtsort des Boxers Rocky Marciano bezeichnet sich die Stadt auch als City of Champions.

## Geschichte
Der Ort wurde zuerst von Pilgern besiedelt, die im 17. Jahrhundert in die Gegend kamen. Über die Jahre entwickelte sich Brockton zu einem wichtigen Standort der Textil- und Schuhfertigung und wurde am 9. April 1881 offiziell als Gemeinde registriert.
Im Jahr 1883 wurde in Brockton ein unterirdisches, von Thomas Alva Edison entworfenes Stromnetz in Betrieb genommen.

## Verkehr
Der ÖPNV in Brockton ist seit Dezember 2023 kostenlos nutzbar, aktuell bis Juni 2026.
Über die Fall River/New Bedford Line der Massachusetts Bay Transportation Authority ist Brockton mit der Boston South Station verbunden.
Der nächste Flughafen ist der Logan International Airport in Boston.

## Söhne und Töchter der Stadt
- Henry Morton Dunham (1853–1929), Organist und Komponist
- Abby Leach (1855–1918), Klassische Philologin
- Edward Gilmore (1867–1924), Politiker
- Rose Whelan Sedgewick (1903–2000), Mathematikerin
- Max Kaminsky (1908–1994), Jazztrompeter
- Roland Dupont (1909–2004), Jazzmusiker
- Sonny Dunham (1911–1990), Trompeter und Bigband-Leader
- Hastings Keith (1915–2005), Politiker
- Carlton Lake (1915–2006), Journalist, Kunsthistoriker und Kurator
- Paul Gonsalves (1920–1974), Saxophonist
- Arthur Mercante sen. (1920–2010), Boxringrichter
- John Doucette (1921–1994), Schauspieler
- Boomie Richman (1922–2016), Jazzsaxophonist
- Charles Socarides (1922–2005), Arzt und Psychiater
- Rocky Marciano (1923–1969), italo-amerikanischer Boxer, Schwergewichtsweltmeister
- Dick Johnson (1925–2010), Jazzmusiker
- Leo Ball (1927–2007), Jazzmusiker
- Lou Colombo (1927–2012), Jazzmusiker
- Al Davis (1929–2011), Manager im American Football
- Wyatt Tee Walker (1929–2018), US-amerikanischer Bürgerrechtler, Autor und Pastor
- Frank D’Rone (1932–2013), Sänger und Gitarrist
- George V. Higgins (1939–1999), Schriftsteller, Anwalt und Hochschullehrer
- Philip J. Crowley (* 1951), Regierungsbeamter
- Mark Egan (* 1951), Jazzmusiker
- Thomas Andrews (* 1953), Politiker
- Carol Bailly (* 1955), Künstlerin
- Gayle Tufts (* 1960), Entertainerin
- Kristian Alfonso (* 1963), Schauspielerin
- Scott Gordon (* 1963), Eishockeyspieler und -trainer
- James Rainey (* um 1965), General der United States Army
- Kevin Stevens (* 1965), Eishockeyspieler
- Aaron Guzikowski (* 1974), Drehbuchautor
- Pooch Hall (* 1977), Schauspieler
- Shawn Fanning (* 1980), Unternehmer
- Joe Callahan (* 1982), Eishockeyspieler
- VenetianPrincess (* 1984), Sängerin und Schauspielerin; YouTube-Persönlichkeit
- Niki Cross (* 1985), Fußballspielerin
- Josh Hennessy (* 1985), Eishockeyspieler
- Keith Gill (* 1986), Finanzanalyst und Investor
- Cory Quirk (* 1986), Eishockeyspieler
- Vanessa Clerveaux (* 1994), haitianisch-amerikanische Hürdenläuferin
- Jaheem Toombs (* 2001), Schauspieler